# Mateusz Piskorski
Mateusz Andrzej Piskorski (Szczecin, 18 de Maio de 1977) é um político da Polónia. Ele foi eleito para a Sejm em 25 de Setembro de 2005 com 5610 votos em 41 no distrito de Szczecin, candidato pelas listas do partido Samoobrona Rzeczpospolitej Polskiej.